# كاسي تومسون
كاسي نيكول تومسون (بالإنجليزية: Cassi Nicole Thomson)‏ هي ممثلة ومغنية أسترالية المولد أمريكية الجنسية ولدت في يوم 14 أغسطس 1993 في مقاطعة كوينزلاند في أستراليا إنتقلت مع عائلتها في البداية للعيش في مزرعة في فانواتو وثم أنتقلوا إلى ميزوري في الولايات المتحدة وحالياً تعيش في لوس أنجلوس في الولايات المتحدة، عرفت بعد تمثيلها دور كارا لين ووكر في مسلسل بيغ لوف في سنة 2011، بعد ذلك مثلت في مسلسل سويتشد أت بيرث ومسلسلات دون أثر وهاوس في سنة 2011 ومسلسل سي إس آي: ميامي وهاواي فايف أو، وفي سنة 2014 مثلت في فيلم الباقون بالخلف مع نيكولاس كيج.

## وصلات خارجية
- كاسي تومسون على موقع IMDb (الإنجليزية)
- كاسي تومسون على موقع ألو سيني (الفرنسية)
- كاسي تومسون على موقع أول موفي (الإنجليزية)
- كاسي تومسون على موقع قاعدة بيانات الفيلم (الإنجليزية)
- كاسي تومسون على موقع كينوبويسك (الروسية)

- الموقع الرسمي
- كاسي تومسون على قاعدة بيانات الأفلام على الإنترنت